# Jesse Pinkman
Jesse Bruce Pinkman és un personatge fictici de la sèrie de televisió nord-americana Breaking Bad, interpretat per Aaron Paul. És cuiner i distribuïdor de metamfetamina i treballa amb el seu antic professor de química de secundària, Walter White (Bryan Cranston), en una operació de metamfetamina. Jesse és l'únic personatge a més de Walt que apareix en tots els episodis del programa. Paul va tornar a interpretar el paper de la pel·lícula El Camino: A Breaking Bad Movie de 2019, una seqüela de la sèrie ambientada després dels esdeveniments del final de la sèrie.

## Biografia del personatge
Jesse Bruce Pinkman va néixer en una família de classe mitjana-alta a Albuquerque, Nou Mèxic. En el moment que comença la sèrie, feia temps que estava apartat dels seus pares a causa del seu abús de drogues i del seu estil de vida com a traficant de drogues. Després de ser obligat a abandonar la residència dels seus pares, Jesse es va mudar amb la seva tia Ginny, a qui va cuidar fins a la seva mort per càncer. Després, se li va permetre quedar-se a casa seva, la propietat de la qual va ser dels pares de Jesse.
Jesse era un estudiant pobre de l'escola secundària i preferia quedar-se amb els seus amics i fumar marihuana a estudiar. Walt, a qui Jesse gairebé sempre anomena "Mr. White", era el seu professor de química i li va donar una nota fallida a la seva classe. Més tard, el mateix Walt diu que mai no va pensar que Jesse seria massa gran, encara que la mare de Jesse (Tess Harper) recorda que Walt "devia veure cert potencial a Jesse; realment va intentar motivar-lo. Va ser un dels pocs professors A qui li importava ". Tot i la seva pobra posició acadèmica, Jesse es va poder graduar, amb Walt present a l'escenari quan va rebre el seu diploma.

### Primera temporada
Quan Walter White decideix estar acompanyat del seu cunyat Hank, de l'equip de la droga, enmig d’una ronda, veu un antic estudiant de la seva fugida que resulta ser Jesse Pinkman. Walter, després de descobrir que té un càncer de pulmó inoperable, decidirà, doncs, anar a buscar Jesse perquè aquest pugui introduir-lo en el negoci de la droga. Després d'una vacil·lació inicial, Jesse es veurà obligat a acceptar la cosa com a xantatge de Walter White. Els dos començaran a produir els cristalls de metamfetamina, però la situació de Jesse i White comença a empitjorar quan es relacionen amb un cert narcotraficant mexicà que es fa dir "Tuco".

### Segona temporada
La segona temporada s'obre amb Walter i Jesse tancant un acord amb el violent narcotraficant Tuco, que, tanmateix, dona un cop de peu i dona un cop de puny a un dels seus secuaces davant dels seus ulls. Els dos estan aterrits perquè Tuco pugui donar-los el mateix tracte i en els dies següents noten el cotxe del mexicà diverses vegades davant de les seves respectives cases. Jesse proposa jugar d'hora i matar Tuco amb un tret, però Walter el convenç d'utilitzar ricin. Els esdeveniments prenen un gir diferent i els dos són segrestats pel narcotraficant Tuco, que els porta a una barraca aïllada on viu el seu oncle malalt. Gràcies també a la intervenció del cunyat de Walter que mata Tuco, els dos aconsegueixen escapar de la barraca. Més tard, Jesse és detingut per la DEA per ser interrogat. Llavors serà alliberat per falta de proves contra ell. Jesse, a causa de la seva addicció a les drogues i la vida salvatge que porta, és desallotjat pels seus pares i es queda sense diners.
Quan aconsegueix recuperar-se econòmicament i traslladar-se, desenvolupa un interès particular per la seva nova veïna: Jane Margolis. Walter i Jesse decideixen que és hora d’expandir el seu negoci, però ràpidament es troben amb grans problemes; llavors decideixen recórrer a un famós advocat: Saul Goodman, que els ajudarà en els seus problemes amb la llei. L'addicció a les drogues de Jesse augmenta quan es converteix en heroïna amb la seva nova xicota Jane. Walter es veu obligat a dirigir el negoci tot sol i té una forta discussió per telèfon amb Jane sobre la part dels diners de Jesse. Walter va a casa de Jesse a parlar amb ell i descobreix els dos adormits i drogodependents al llit, amb Jane convulsa; Walter només la mira i la deixa morir. Jesse descobreix la seva xicota morta l'endemà al matí i queda sorprès durant molt de temps.

### Tercera temporada
En el primer episodi, Jesse surt net d’un centre de rehabilitació de drogues i Walter es veu obligat a revelar el seu secret a Skyler, que demana el divorci del seu marit. Al fons, hi ha una nova amenaça que representen els cosins de Tuco disposats a venjar la seva mort. Walter intenta evitar el divorci de totes les maneres, però Skyler li prohibeix veure també els seus fills. Jesse aconsegueix, gràcies a l’ajut de l’advocat Saul, comprar la seva antiga casa als seus pares a un preu assequible. Walt no compleix les peticions de la seva dona per mantenir-se fora de casa i ella, en venjança, dorm amb el seu empresari Ted. Mentrestant, el narcotraficant Gus Fring ofereix a Walter un nou contracte laboral, amb una recompensa econòmica sorprenent, però es nega a causa de la seva situació familiar. L’agent de la DEA, Hank, segueix una pista que el condueix a Jesse i el seu RV. Walter ajuda a Jesse a desfer-se del RV abans que el seu cunyat aconsegueixi arribar amb una ordre de recerca. Walter és persuadit per Gus i torna a cuinar metamfetamina en un nou laboratori i amb un nou soci: Gale Boetticher.
Hank, agafat per la ira a causa d’una trucada falsa de Jesse que l’havia distret (una acció realitzada realment per Walter), apallissa violentament a Jesse fins que l'envien a l’hospital, per aquest motiu queda alleujat del cas i es veu obligat a lliureu la insígnia i l’arma. Els cosins de Tuco emboscen Hank en un aparcament, però l'ex agent és capaç d'eliminar-los a tots dos, tot i solucionar diversos trets que el forçaran a entrar en cadira de rodes durant molt de temps. Skyler decideix pagar la fisioteràpia de Hank amb els diners que Walter va guanyar, però també consulta amb Saul sobre com netejar-los i junts decideixen comprar el rentat de cotxes on treballava Walter. Jesse té la intenció de venjar la mort del seu amic traficant de drogues i l'últim moment el salva Walter, que atropella els dos traficants de la banda rival. Walter i Jesse es veuen obligats a matar Gale Boetticher per fer-se indispensables i continuar cuinant metamfetamina per a Gus Fring, i és el mateix Jesse qui el mata amb un tret al cap.

### Quarta temporada
La relació entre Walter i Gus és ara mínima, fins al punt que al mateix Walter li agradaria sortir de la banda, però la investigació simultània de Hus sobre Gus i les amenaces d’aquest d’exterminar la seva família el van posar en situació de no poder per fer-ho. En aquest clima de tensió, les relacions de Jesse amb Walter s'estan trencant, també gràcies als intents de Gus i Mike de posar-los entre ells, de manera que podem desfer-nos de Walter i utilitzar Jesse, ara considerat fidel i fiable, com a xef del laboratori.
Walter inicialment prepara una cigarreta amb una dosi de ricina perquè el noi enverinés Gus, però, després que Jesse decideixi separar-se, Walter es veu obligat a utilitzar una altra estratagema (enverinarà a Brock, el fill petit d'Andrea, amic i gairebé núvia de Jesse per culpa a Gus). Walter encara aconseguirà matar el seu enemic principal, i aquest és el començament d’un darrer intent patit per restablir una relació de treball entre el brillant manipulador i el noi.

### Cinquena temporada
Després d'innombrables enfrontaments amb Walter White, Pinkman decideix sortir del nou negoci de fabricació de metamfetamina. Tot i això, després d’adonar-se que Walt havia enverinat el fill d’Andrea, decideix ajudar a Hank (que mentrestant havia descobert qui era Heisenberg) i li explica tota la seva aventura criminal amb Walt.
No obstant això, després de la detenció del químic per part de Hank i Steven Gomez, en què ell era present, la banda de Jack irromp i mata els dos agents de la DEA, roba Walt 69 milions de dòlars i segresta Jesse. Així, el noi es veu obligat a produir metamfetamina per a Todd, Jack i Lydia que viuen en estat d’esclavitud. Un dia intenta escapar però està bloquejat i Todd mata a Andrea per venjar-se.
Finalment, Walt aconsegueix matar Jack i els seus homes i allibera a Jesse, que assassina brutalment a Todd escanyant-lo. Més tard, mentre Walt sembla aparèixer a la sang al laboratori de química de Jack, Jesse fuig al cotxe on comença a cridar com un boig, finalment lliure.

### El Camino
Després d’escapar de l’amagatall de la banda de Jack, Jesse es posa al dia amb Skinny Pete i Badger, demanant-los ajuda per amagar el Chevrolet El Camino de Todd que ell solia escapar. L'endemà intenta convèncer el vell Joe perquè el prengui per destruir-lo, però Joe analitza el cotxe i s'adona que la policia el localitza; com a resultat, marxa i adverteix a Jesse del perill.
Skinny Pete fa que Badger condueixi el seu Ford Thunderbird per portar-lo a la frontera mexicana i presentar un informe de robatori escenificant la fugida de Jesse, a qui se li dona un Pontiac Fiero per fugir de la ciutat. Jesse torna a l'apartament de Todd per buscar els seus diners, però poc després de trobar els diners, dos criminals disfressats de policies i també buscant la fortuna de Todd el capturen. Tanmateix, després de descobrir que no són policies, Jesse obliga a un d’ells a acceptar la divisió en tres parts del botí per evitar atreure l’atenció d’un condomini que podria alertar la policia real. Després d’abandonar l'edifici, Jesse recorda que un dels dos criminals és el mateix que havia construït el laboratori al refugi de Jack i la seva banda, on es va veure obligat a cuinar mentre estava encadenat.
Jesse es dirigeix a Ed, el contacte de Saul especialitzat en proporcionar noves identitats a les persones; no obstant això, Ed s'oposa a ajudar a Jesse i, en tot cas, vol que se li pagui el doble en virtut d'un servei no remunerat en el passat. A Jesse li falten 1800 dòlars per completar el pagament, de manera que, a través d’una astúcia, irromp a casa dels seus pares i treu dues armes de la caixa forta; poc després, va a la companyia dels delinqüents que va conèixer a casa de Todd, els mata i s'emporta la resta dels diners. Per completar la seva venjança, fa que tota l'estructura exploti cremant una bombona de gas.
Finalment, Jesse aconsegueix pagar a Ed, que el porta a Alaska per començar una nova vida. Jesse deixa una carta de comiat a Brock, i després marxa recordant el que li va dir la difunta Jane quan es van comprometre, i li va instar a prendre les decisions sobre la seva vida ell mateix per trobar el seu lloc al món.

## Producció
En el guió pilot original de Breaking Bad, el nom de Jesse era Marion Alan Dupree. El creador de la sèrie, Vince Gilligan, estava pensat originalment perquè el personatge de Jesse Pinkman fos assassinat al final de la primera temporada de Breaking Bad. Gilligan volia que Jesse morís en un tràfic de drogues errònies, com a trama per atacar Walt amb la culpa. No obstant això, Gilligan va dir que en el segon episodi de la temporada, estava tan impressionat amb el personatge de Jesse i la interpretació d'Aaron Paul que "al principi va quedar bastant clar que seria un enorme i colossal error matar a Jesse". A Gilligan també li va agradar la química entre Paul i Bryan Cranston. Es diu que el personatge es va convertir en el "defecte centre moral" de Walter White en temporades posteriors. Paul ha dit que inicialment veia el personatge com "blanc i negre", però que amb el pas del temps s'havia fet evident que Jesse "tenia un cor enorme; s'acabava de desordenar".
Paul va sentir que tenia un "bloqueig" de qui era el personatge quan va fer l'episodi "Cancer Man" en el qual es presenta la família de Jesse. Paul també va assenyalar que després que els pares de Jesse el renegessin, el personatge busca una figura paterna en Walt i Mike.
Els escriptors van lluitar amb la pregunta de quant de temps sobreviuria la innocència de Jesse a la influència de Walt. Gilligan ha dit que la ingenuïtat de Jesse el converteix en un home millor que Walt.
A Paul li va costar interpretar a Jesse sobri a la tercera temporada. Paul diu que "realment em va tirar endavant. Va ser difícil clavar-lo. No tenia ni idea d'on anaven amb aquest personatge. Està tan adormit i tallat de tot". Paul es va preparar passant temps a clínica de rehabilitació, observant els seus pacients i entrevistant el seu director.
L'estrena de la quarta temporada, "Box Cutter", va mostrar a Walt suplicant a Gus que salvés a Jesse, demostrant la seva relació paterna amb Walt i la seva lleialtat a Jesse. Walt li diu a Gus que es nega a continuar cuinant si Gus mata a Jesse. Paul va considerar que aquest era "el primer moment en què Jesse s'adona que la lleialtat de Walt és a Jesse".
Les escenes de festa a la casa de Jesse a "Thirty-Eight Snub" i "Open House" van ser creades com una manera perquè Jesse pogués fer front a la seva culpabilitat i auto-odi després d'assassinar Gale Boetticher en el final de la tercera temporada, "Full Measure". Gilligan va dir que aquestes escenes van ser escrites perquè volia demostrar que les accions dels personatges de Breaking Bad tenen conseqüències importants. Els escriptors van discutir com reaccionaria Jesse després d'haver matat a Gale, i van escollir l'arc de la història del partit, en part, perquè consideraven que seria el més inesperat per al públic. Bryan Cranston diu sobre aquestes escenes: "Vaig pensar que era una manera fantàstica de mostrar a una persona que travessava un infern privat. Que tothom pateix, tracta les seves pròpies pèrdues de moltes maneres diferents."
Les escenes de la festa van continuar al següent episodi, "Open House", encara que la festa va ser més fosca i més decrèpit en aquest episodi.
A "Open House", Jesse fa karting tot sol. La idea es va inspirar en Paul i altres membres de la tripulació que feien carreres de kart entre episodis de rodatge. La idea que Jesse es rapés el cap a "Bullet Points" també va ser la de Paul, ja que considerava que era apropiada per a la lluita interior de Jesse.
Gillian ha dit que va deixar deliberadament ambigu el destí final de Jesse al final de "Felina", preferint deixar que l'espectador decidís què li passaria. No obstant això, el 6 de novembre de 2018 van començar els rumors que una pel·lícula de seqüela de Breaking Bad estava en curs, amb la línia de registre que indicava que la pel·lícula "rastreja la fugida d'un home segrestat i la seva recerca de la llibertat". Molts van especular que això revelaria el destí de Jesse Pinkman immediatament després dels esdeveniments del final de la temporada Breaking Bad. Aquesta seqüela es va convertir finalment en El Camino: A Breaking Bad Movie, que es va centrar en Jesse immediatament després de la seva fugida del recinte.
Pel que fa a la nova vida de Pinkman després dels esdeveniments de la pel·lícula a Haines, Alaska, Gilligan va especular que Pinkman "gaudiria de la cerveseria i potser aconseguiria una feina amb el fabricant d'esquí... la gent molt agradable d'Alaska l'acolliria a la comunitat". Paul creia que Jesse "es mantindrà el nas net. Té força diners a la mà. I viurà un estil de vida molt modest. Es traslladarà a un lloc molt petit a Alaska, així que no ho fa". No necessito tants diners. Sap treballar amb les mans i, per tant, només necessita renovar aquestes habilitats i convertir-se en l’artista que sempre havia de ser".

## Recepció

### Recepció crítica
El desenvolupament del personatge de Jesse ha rebut elogis universals. Alan Sepinwall va notar un canvi gradual de les simpaties del públic de Walt a Jesse, que havia rebut una recepció mixta la primera temporada. Aaron Paul creu que alguns dels episodis més importants per a això són "Peekaboo" i "ABQ". En la seva revisió de "Peekaboo", Erik Kain, de Forbes, va escriure que a mesura que Walt es fa cada vegada menys simpàtic, Jesse es fa més humà i complex, com demostra la seva relació amb el fill abandonat de dos drogodependents. Emma Rosenblum, de la revista New York Magazine, va escriure que "Jesse va començar com un" absurd desconcert "amb una" marxa desafiant "i la valentia d'un gàngster aspirant. La seva opinió va canviar començant per" Peekaboo ". Gilligan va dir que la decisió dels escriptors d'escriure aquell episodi Emily Nussbaum, de The New Yorker, va assenyalar que "Gilligan" gira els personatges de fons cap al centre d'atenció, on poden absorbir la simpatia que un cop esteníem a Walt. " Crítics Va pensar que "Blood Money" va ampliar el paper de Jesse com a contrast amb el de Walt i la consciència moral de la sèrie. El periodista de Hollywood Tim Goodman també va assenyalar el paper i el desenvolupament de personatges de Jesse com a contrast amb el de Walt. Alyssa Rosenberg de ThinkProgress contrasta Walt amb la creixent consciència moral de Jesse.
Seth Amitin d'IGN va escriure sobre l'episodi: tot i que Jesse estava a prop del fons, encara no podia admetre ni acceptar els seus problemes. Amitin va anomenar Jesse el "covard de tots nosaltres en situacions difícils". No obstant això, Amitin era simpàtica pel dolor, la misèria i els sentiments d'insensat de Jesse, en part a causa de la "fantàstica interpretació" de Paul. En la seva revisió de "Breakage", Amitin va escriure que l'episodi "rehumaniz [ed] Jesse". Va assenyalar que, tot i que Jesse està reconstruint la seva vida, no ha après dels seus errors.
El paper de Jesse a "Full Measure" va obtenir crítiques positives. Tim Goodman, de la San Francisco Chronicle, va anomenar l'episodi "un signe d'exclamació en el turmentat viatge de Jesse." Quentin B. Huff, de PopMatters, va anomenar la història de Jesse una "muntanya russa emocional animada per un intens dolor".
Michael Arbeiter va elogiar l'actuació de Paul a "Box Cutter", qualificant-lo de "fenomenal" tot i que amb prou feines es parlava en l'episodi. Seth Amitin, revisant per IGN, va anomenar l'actuació de Paul a "Problem Dog" com "l'actuació de la sèrie". Myles McNutt de Cultural Learnings va elogiar l'actuació de Paul en l'episodi, observant: "Jesse descendeix més cap a un lloc del qual mai no podria escapar". El Jesse d'Aaron Paul, la brúixola moral de vegades de l'espectacle, només ha d'abandonar una habitació per posar els nervis a la vora, preguntant-se què passarà quan torni. És un homenatge als escriptors, òbviament, però també és un homenatge a Paul, que Sembla que sempre està a punt d’implotar o explotar, i fins i tot pot ser capaç d’aconseguir les dues coses alhora. No suposaria que no pugui".
La represàlia d'Aaron Paul sobre el paper d'El Camino: A Breaking Bad Movie també va obtenir crítiques positives. Judy Berman of Time va titllar la seva interpretació de "fascinant", citant la facilitat de Paul en "tornar a habitar plenament un paper que no havia exercit durant anys... dotant a Jesse de la mateixa barreja de ridícul (minvant) i (existent) terror existencial que el va impulsar fins al final". Liz Shannon Miller va elaborar, en la seva ressenya de The Verge, que "el treball de [Paul] a El Camino és sorprenent, atès el factor de dificultat elevat que comporta haver de jugar tantes variacions d'aquest personatge" i va seguir afirmant "què fa El Camino tan convincent és la forma en què es relaciona amb el seu canvi des dels primers dies".
En una entrevista amb David Whitehouse de The Guardian, Paul va remarcar la popularitat del seu personatge entre els fans de Breaking Bad: "És una bogeria [que la gent faci costat a Jesse]. Al principi, tothom, inclòs jo, el veia com només un consum de drogues Un noi sense cap mena de cervell. Però, com cada episodi es va revelar a tothom, va demostrar tot el contrari. És increïble com Walt i Jesse estiguin completament negociant posicions. Walt ja no té moral, i Jesse, que vol intentar sigues bo, té por d'ell".
Robert Downs Schultz de PopMatters assenyala que, mentre que Jesse i Walt són tots dos mentiders, lladres, estafadors i traficants de drogues plens d’egoisme i un desig de respecte, només Jesse ho sent. Tot i que ambdós personatges danyen la vida dels seus éssers estimats, només Jesse es consumeix per culpa, remordiments i auto-odi. Schultz escriu que Jesse sap que és una mala persona que mai no pot penedir-se adequadament pels seus pecats. Tanmateix, la vida del delicte sembla ser l’única manera perquè Jesse no sigui un fracàs. Schultz no està d'acord, dient que Jesse és simplement la "consciència de l'espectacle, el centre moral, el cor", sinó més aviat un personatge més complex.
Alyssa Rosenberg de ThinkProgress va considerar que la relació de Jesse i Walt era "poderosa per les seves contradiccions més que per la seva claredat". Walt és una figura paterna per a Jesse, però manipuladora, "jutjadora, freda, perpètuament decebuda", fent que la seva relació sigui més tràgica que qualsevol altra cosa. Donna Bowman de The A.V. Club va remarcar que en alliberar les seves ambicions de les manipulacions de Walter White durant El Camino, Jesse va trobar la seva pròpia redempció i va evitar el destí del seu mentor, donant-se finalment una oportunitat de futur.